# Neu-Isenburg
Neu-Isenburg è un comune tedesco di 39 287 abitanti, fa parte del circondario di Offenbach, uno dei circondari del land tedesco dell'Assia. 

## Origini del nome
Il toponimo deriva da quello del conte Johann Philipp von Isenburg-Offenbach, proprietario delle terre su cui oggi sorge il comune, che garantì ai profughi ugonotti sicurezza, libertà linguisitca e religiosa.

## Storia
Neu-Isenburg fu fondata il 24 luglio 1699 per accogliere gli ugonotti, protestanti francesi costretti a fuggire dalla propria madrepatria dopo la revoca dell'editto di Nantes.

## Infrastrutture e trasporti
La città si trova in prossimità dell'aeroporto internazionale di Francoforte sul Meno.